# Horst Urban
Horst Urban (15. května 1936 Jablonec nad Nisou – 2. března 2010 Smržovka) byl československý závodník v jízdě na saních.

## Životopis
Vyučil se zedníkem, ale věnoval se mačkání skla. Účastnil se dvou zimních olympijských her, na nichž absolvoval jak závody jednotlivců, tak také dvojic. V roce 1964 na Hrách v Innsbrucku vybojoval mezi jednotlivci dvanácté místo a stejné pozice dosáhl i ve dvojicích, ve kterých závodil spolu s bratrem Rolandem. Na Hrách o čtyři roky později (1968), které se konaly ve francouzském Grenoblu, získal mezi jednotlivci 24. místo a ve dvojicích, kdy závodil opět s bratrem Rolandem, získal dvanácté místo. Roku 1965 se účastnil mistrovství světa a mezi jednotlivci vyjel čtvrté místo, což je nejlepší výsledek českých i československých závodníků na seniorských světových šampionátech nebo olympijských hrách. Vedle toho získal šestnáct titulů mistra Československa, a to jak mezi jednotlivci, tak také ve dvojicích. Za své úspěchy získal ocenění zasloužilý mistr sportu.
Urban byl také autorem sáňkařské dráhy vybudované ve Smržovce v Jizerských horách, jež se otevírala roku 1975.

## Rodina
S manželkou Johanou Nitschovou (1939–1998) měl tři děti, a sice Petra (narozeného roku 1960), dále Pavla (1963) a dceru Janu (1974). Sáňkařství se věnovali také Urbanovi švagři, František a Leopold Nitschovi, kteří se stali mistry republiky.